# Tsuro
Tsuro er en brik-baseret brætspil designet af Tom McMurchie, oprindeligt udgivet af WizKids og nu udgivet af Calliope Games.
Tsuro er et brætspil for to til otte spillere. Hver spiller tager deres tur ved at vælge en brik fra deres "hånd", og placerer brikken på brættet for at bygge en sti, der begynder ved kanten af brættet og rejser rundt i interiøret. Formålet med spillet er at rejse stien og at undgå at ende din rejse udover kanten af brættet, og for at være den sidste brik på spillepladen.
| Spil | Spire Denne artikel om spil eller lege er en spire som bør udbygges. Du er velkommen til at hjælpe Wikipedia ved at udvide den. |